# 清水翔太
清水 翔太（しみず しょうた、1989年2月27日 - ）は、日本のポップ/R&Bシンガーソングライター。作詞作曲のほかアレンジも自身で手掛ける。

## 概要

### 2008年-2015年：第一期

#### 2008年
2月、「HOME」でMASTERSIX FOUNDATIONよりメジャーデビュー。この楽曲はオリコン週間CDシングルチャートでは10代の男性歌手としては史上最高位である最高位5位を記録、ビルボードジャパンチャートの総合シングルチャートJapan Hot 100でも最高位3位を記録している。更に日本レコード協会よりデジタル・ダウンロードではダブル・プラチナ、CDパッケージでもゴールドの認定を受けている。
3月、地元である大阪の大阪城公園でフリー・ライブを開催した。
その後清水は4月にリリースされたライフ・ジェニングスの新作アルバム『ライフ・チェンジ』に日本盤収録曲「ミッドナイト・トレイン」で参加。
6月、2ndシングル「アイシテル」をリリース。日本レコード協会よりデジタルでゴールドの認定を受けた。更に9月には「Diggin' On U」、10月には「My Treasure」と2曲をシングルリリースした。
11月、デビューアルバム『Umbrella』をリリース。オリコン週間アルバムチャートにて発売初週で2位を記録。日本レコード協会からはゴールド・アルバムに認定された。このアルバムは彼がこれまでの人生で聴いてきた音楽からの影響を強く受けた作品となっており、アルバムにはR&Bやソウル、ジャズ、ヒップホップ、ファンクといった複数の音楽ジャンルを持つ楽曲が収録されている。
12月、初の単独ワンマン・ライブをビルボードライブ大阪で開催。
更に3月からはデビューアルバムを引っさげてのアルバムツアーを3都市で開催した。

#### 2009年
4月、ブラック・ミュージックの祭典SPRINGROOVEに出演。
5月、加藤ミリヤとのジョイント・シングル「Love Forever」を発表した。加藤と共に共作したこの楽曲は清水のこれまでの楽曲とは異なる4つ打ちアップテンポのダンス曲で、日本レコード協会からはダウンロードでダブル・プラチナに認定され、RIAJ有料音楽配信チャートでは最高位を記録する大ヒットとなった。
7月、「美しき日々よ」「さよならはいつも側に」の2曲からなる両A面シングルをリリース。
11月、DOUBLE「おやすみのキスを〜Good Night My Love〜」に客演参加。
12月には5th「君が好き」とUmbrella Tourの模様を収録した映像作品をリリース。「君が好き」は、自身初の着うたフル®ウィークリー1位を記録。

#### 2010年
2月、6thシングルとして清水翔太×加藤ミリヤ「FOREVER LOVE」をリリース。着うた150万ダウンロードの大ヒット。
3月、2ndアルバム「Journey」リリース。オリコン初登場ウィークリー1位を獲得。自身初の1位であると共に、平成生まれソロ・シンガーとしても初のアルバムオリコン1位を記録。アルバムタイトル「Journey」には、聴いてくれる人達の、人生という旅に僕の音楽を連れていって欲しいという思いが込められている。
7月、7thシングル「GOODBYE」リリース。カップリングには全米No.1 R&BシンガーJOEとのデュエット曲「Be With You duet with JOE」を収録。同楽曲はニューヨークでレコーディングされた。
8月、配信限定シングル「Summer Time」リリース。アレンジャーにDJ HASEBE氏を迎えた。
10月、8thシングル「君が暮らす街」をリリース。
12月、映像作品「Journey Tour 2010」をリリース。
12月19日ユニバーサル・スタジオ・ジャパンで「”清水翔太” Xmas Live at Universal Studios Japan」を開催。

#### 2011年
1月、9thシングル「YOU&I」をリリース。ウォークマンPlay You.「キミの知らない音project」CMソングに起用された。
3月、3rdアルバム「COLORS」リリース。1st Albumの荒削りな感覚、2nd Albumの洗練された感覚、それを経て、自由に作る事が出来たと本人は語っている。
アルバムリリース直後に東日本大震災が起こり、アーティストとして自分がどうするべきかずっと考えた結果、音楽を通して心の深い部分にただ寄り添っていたいと制作した「Song for you」をカップリングに収録した10thシングル「love」を6月にリリース。
7月、加藤ミリヤとの第3弾シングルになるコラボ曲「BELIEVE」を加藤ミリヤ×清水翔太名義でリリース。
10月、11thシングル「マダオワラナイ」をリリース。ニュージャックスウィングを取り入れたアップで元気な楽曲は、ライブでも定番となっている。
11月、映像作品「COLORS TOUR 2011」をリリース。
12月、12thシングル「冬が終わる前に」をリリース。離れて会えない恋人たちに贈る、キラキラとしたウィンターソング。MVには染谷将太、水沢奈子が出演。

#### 2012年
2月、13thシングルとして小田和正とのコラボ曲「君さえいれば」をリリース。
3月、4thアルバム「Naturally」リリース。
6月からは「Naturally Tour 2012」全国15箇所18公演開催。ツアーファイナルは初の日本武道館公演での公演となった。
9月、HYのカバー「366日」をリリースし、11月には初となるカバーアルバム「MELODY」をリリース。尾崎豊「Forget-me-not」の他、井上陽水・安全地帯「夏の終わりのハーモニー」では、大橋卓弥(スキマスイッチ)とのコラボが実現。

#### 2013年
7月、15thシングル「WOMAN DON’T CRY」をリリース。

#### 2014年
1月、16thシングル「DREAM」をリリース。
3月、5hアルバム「ENCORE」をリリース。隠れた名曲「ナツノオワリ」などが収録。
11月、17thシングル「SNOW SMILE」をリリース。MVには小松菜奈が出演。

#### 2015年
1月、前年に客演参加したSPICY CHOCOLATE「I miss you feat.清水翔太」のアンサーソングとしてシングル「I miss you -refrain-」をリリース。
2月には、自身初となるベストアルバム「ALL SINGLES BEST」をリリース。

### 2015年-2020年：第二期

#### 2015年
7月には、ベストアルバム以前の音楽性から大きく変化を見せたシングル「BYE×BYE」をリリースした他、
NHK総合ドラマ10「デザイナーベイビー – 速水刑事、産休前の難事件-」の主題歌に起用されたシングル「花束のかわりにメロディーを」をリリース。

#### 2016年
2月にシングル「Damage」をリリースし、直後の3月には6thアルバム「PROUD」をリリース。
本作から大きく音楽性を転換しており、清水のルーツであるR&B・ヒップホップなどのブラックミュージックの影響が色濃く出た作風となっている 。 以降、この方向性は2020年リリースのミニアルバム「period」まで進化の一途をたどる。5月からは全国ツアーをスタート。
10月には、自身最大のストリーミングヒットとなった「My Boo」をリリース。同楽曲は若年層のカップルを中心に大ヒットし、2019年に発表されたLINE MUSICローンチ以降最も再生された楽曲では2位にランクインしている。
同年12月には日本武道館公演を収録した映像作品「清水翔太 LIVE TOUR 2016 “PROUD”」をリリース。

#### 2017年
2月にシングル「FIRE」をリリース。同月、メジャーデビュー10周年を記念した東名阪ツアー「Shota Shimizu 10th memorial & BDAY Special live」を開催。
6月には7thアルバム「FLY」をリリースした。収録曲「Drippin’ feat.IO, YOUNG JUJU」でKANDYTOWNの両名が客演参加したことも話題となった。 アルバムリリース直後から全国ツアーをスタート。
8月の日本武道館公演では、デビュー以来10年にわたって”アウェー”で戦い続けた思いを歌った「Tokyo」を涙ながらにパフォーマンスした。

#### 2018年
1月に前年開催したツアーの模様を収めた映像作品「清水翔太 LIVE TOUR 2017 “FLY”」をリリース。同月、自身の人生観を表現したシングル「Good Life」をリリース。
5月には、「ザ・プレミアム・モルツ」ブランドによる“2018年金曜日プロモーション”「The Premium Music」キャンペーンの第1弾ソングにもなったシングル「Friday」をリリース。
6月に8thアルバム「WHITE」をリリースし、直後から全国ツアーを開催。
8月にHYのトリビュートアルバムに「Song for…」で参加した他、11月にはRIRI「Forever feat.清水翔太」で楽曲提供、客演参加した。 12月に全国ツアーの日本武道館公演を収録した映像作品「SHOTA SHIMIZU LIVE TOUR 2018 “WHITE”」をリリース。

#### 2019年
6月に8thアルバム「WHITE」以来1年ぶりとなるデジタルシングル「Sorry」をリリース
8月にはデジタルシングル「Breathe Again」をリリース。ハイスピードカメラで撮影されたMVには、EXITやアントニー(マテンロウ)、青山テルマ、橘柊生(DISH//)など、親交の深い著名人が多数出演した。
9月からは全国ツアー「SHOTA SHIMIZU LIVE TOUR 2019」を開催。

#### 2020年
2020年3月には、前年に開催したライブツアーのファイナルとなる東京国際フォーラム公演の模様を収録した映像作品「SHOTA SHIMIZU LIVE TOUR 2019」をリリース。
さらに4月には前作「Breathe Again」から約8か月ぶりとなるデジタルシングル「416」をリリース。オートチューンを使わず、初期を彷彿とさせる温かみのある楽曲で話題となった。
また、6月にはTaka(ONE OK ROCK)と共に[re:]プロジェクトを始動。「こんな時代だからこそ、同じ世代のアーティストが集まることで何かできないか？」と話し合い立ち上げた企画で、2人の意思に賛同した阿部真央、絢香、Aimer、KENTA（WANIMA）、Nissy、三浦大知が参加した楽曲「もう一度」のMVを公開した。
11月には自身初となるミニアルバム「period」をリリース。リードトラックとして「Princess」がミニアルバムから1週間先行で配信された。
なお「period」は、2018年リリースの8thアルバム「WHITE」以降、自身が思い描く音楽性と世の中が求める”清水翔太らしい楽曲”のジレンマに苦しみ模索した二年間に区切り（＝ピリオドを打つ）をつけ、まっさらな気持ちで9thアルバムの制作に臨むという意味でリリースされた作品だと、本人はインタビューで語っている。
また、アルバムにおいて統一性を重視する清水にとって、「period」に収録された「Sorry」「Breathe Again」「416」といったバラエティ豊かな楽曲群をフルアルバムに収録することができなかったことを「曲たちに少し申し訳ない」と「HOPE」初回生産限定盤収録DVDのインタビューで語っている。
コロナ禍の影響により、例年であれば夏からスタートする全国ツアーの開催が見送られた一方、11月には日本武道館でのワンマンライブを2DAYSにわたって開催。
ホームステイ期間中にSNS上で発表していた「UberEATS」の歌などを披露したブロックの他、Taka(ONE OK ROCK)と生電話をする一幕もあった。

### 現在

#### 2021年
2月、CrazyBoy「OH」にOZworldと共に客演参加。
3月、前年の日本武道館公演の2日目を収録した映像作品「SHOTA SHIMIZU BUDOKAN LIVE 2020」をリリース。
4月には「Lazy feat.XXX」と題し、プロアマを問わず9thアルバム収録曲「Lazy」のコラボ相手をSNS上で募集する企画を発表。自身のサビの歌唱が入ったデモトラックを公開し、SNS上には数多くのチャレンジ動画が公開された。
5月、デジタルシングル「恋唄」をリリース。自身も「第三章の幕開けにふさわしい」と語る、ローファイな質感のトラックと清水らしい伸びやかな歌声と切ない歌詞が同居した楽曲となった。
6月、YouTubeチャンネル・THE FIRST TAKEに出演。近年の清水の代表曲として老若男女を問わずカバーされている「花束のかわりにメロディーを」、当時の最新楽曲「恋唄」の2曲を披露した。 また、約3年ぶりとなる9thアルバム「HOPE」のリリースを発表。
Aimerや「Lazy feat.XXX」を経て選ばれたASOBOiSM, Kouichi Arakawaとのコラボ曲が収録されることも発表された。
7月7日、[re:]プロジェクトを経て親交を深めていたTaka(ONE OK ROCK)とのコラボ曲「Curtain Call feat.Taka」を先行配信。どんな立場の人でも、必要とされ、輝く瞬間が必ずあるという強いメッセージ性を持った楽曲で、アルバムに先駆けヒット。楽曲より先行して構想があったというMVでは、清水・Takaの両者が交通整理員・清掃員に扮した演技シーンが大胆に採用された。
同月21日、9thアルバム「HOPE」がリリース。 清水が元来得意としていた高い歌唱力を活かした温かみのある音楽性に、「PROUD」以降アレンジまで全てセルフプロデュースで行うようになったことで獲得したカッティングエッジなセンスが融合することで、これまで以上にアップデートされた形でのポップミュージックが表現された作品として、高い評価を獲得。
自身も、「センスだけで作った「PROUD」以降の3作とは違い、どうやったらみんなが気に入ってくれるかという”工夫”を制作に取り入れることが楽しくなってきた」と、各メディアのインタビューなどで語っている。

## 音楽性

### 影響を受けたアーティスト
ダニー・ハサウェイ、マーヴィン・ゲイ、レイ・チャールズといったソウルシンガーの他、ディアンジェロ、フランク・オーシャン、ノラ・ジョーンズといったアーティストからも影響を受けている。

### 制作のスタイル
基本的には作詞・作曲・アレンジ・ボーカルレコーディングまで全て本人のみで完結するセルフプロデュースの形を取っている。（ボーカルレコーディングは、2017年「FLY」の一部収録曲以降）「PROUD」以前は所属レコード会社の意見を大きく取り入れながらの制作を主としていたが、ベストアルバムの実績が振るわなかったことから、アレンジまで含めて自身で全て行うようになった。

## 人物
- 幼少期から、母が営むカラオケ店で営業開始前によくカラオケをしていた[30]。
- 歌手になった明確なきっかけはなく、上記のような生活習慣の中で自然と将来歌手になると思うようになった。
- 趣味はゲーム、釣り(シーバス)、ポーカー、ビリヤード。
- ゲームはApex Legends、Call of DutyシリーズなどのFPSゲームのほか、クロノ・トリガーやファイナルファンタジーシリーズもプレイしている[31][32][33]。
- ゲーム好きが高じて、2020年以降ゲーム実況配信を頻繁に行うようになる。
- クロノ・トリガーの音楽に感銘を受け、清水の楽曲「風のように」では「風の情景」をサンプリングした[34]。
- もともと人見知りなタイプで音楽業界にも友人が多くなかったが、青山テルマと仲良くなったことをきっかけに徐々に交友関係を拡げるようになった[35]。

### ゲーム実況
2020年に、OPENRECの公式チャンネル「清水翔太のげーむちゃんねる」およびYouTube個人チャンネル「清水翔太のおうちから配信チャンネル」を立ち上げ、主にApex Legendsの実況生配信を定期的に行っている。Apex Legendsでは、シーズン9でマスターに到達。コラボ配信も積極的に行っており、ダイアン津田・貴島明日香・橘柊生（DISH//）・與真司郎（AAA）らとコラボ配信を行っている。
2021年8月4日のVCC APEXに出場。NIRU・まふゆとパーティーを組み参加した。なお、同大会には山田涼介（Hey! Say! JUMP）、井口理（King Gnu）、新井和輝（King Gnu）、岡崎体育、TAKUMA（10-FEET）、元E-girlsの玲（鷲尾伶菜）らも出場した。

### 交友関係
- Taka（ONE OK ROCK）

共通の知り合いの紹介で知り合い、2020年の [re:]プロジェクト を機にさらに関係性を深めた。プライベートでもよく遊ぶ。「Curtain Call feat.Taka」をはじめ9thアルバム「HOPE」の制作は、Takaの存在が大きいとラジオなどで語っている。
- KENTA（WANIMA）

[re:]プロジェクトをきっかけに意気投合。Takaを含めて三人で遊ぶことも多い。
それぞれの誕生日には三人でお揃いのプレゼントを贈り合っている。
- 青山テルマ

同じ事務所に所属している親友。近い環境にいながらもデビューからしばらくは交友がなかったが、同じ大阪出身であることや青山の持前の気さくなキャラもあり意気投合。もともと人見知りがちであった清水を外交的にさせたきっかけとなった人物の一人。「MONEY feat.SALU, 青山テルマ」ではコラボも実現。
- 加藤ミリヤ

同じ事務所に所属する、清水からは先輩にあたる存在。ユニット 加藤ミリヤ×清水翔太名義では「Love Forever」をはじめヒット曲を連発。2014年リリース「THE BEST」をもって、加藤ミリヤ×清水翔太名義の活動は終了した。
- Aimer

2020年、[re:]プロジェクトを機に親交を持ち、「プロローグ feat.Aimer」でコラボを果たす。
- SALU

青山テルマの紹介で交友関係を持つ。「MONEY feat.SALU, 青山テルマ」「alone feat.SALU」で二度コラボを果たしている。
- 宮川大輔

釣り仲間として、プライベートで一緒に釣りに出かけることもある。
- 津田篤宏（ダイアン）

宮川大輔と同じく釣り仲間の一人。最近はApex Legendsのコラボ実況配信をするなど親交を深めている。
他に明かしている主な交友関係のある人物は、アントニー（マテンロウ）、りんたろー。（EXIT）、TAKUYA∞（UVERworld）、ryuchell、AK-69、KEIJU（KANDYTOWN）、IO（KANDYTOWN）。

## タイアップ
| 曲名                                                       | タイアップ                                                                   |
| ---------------------------------------------------------- | ---------------------------------------------------------------------------- |
| HOME                                                       | 「dwango」CMソング                                                           |
| HOME                                                       | テレビ東京系「流派-R」オープニングテーマ                                     |
| Love Forever - 加藤ミリヤ×清水翔太                         | テレビ東京系「流派-R」オープニングテーマ、エンディングテーマ                 |
| 美しき日々よ                                               | テレビ東京系「流派-R」オープニングテーマ、エンディングテーマ                 |
| さよならはいつも側に                                       | テレビ東京系「流派-R」エンディングテーマ                                     |
| おやすみのキスを〜Good Night My Love〜 - DOUBLE & 清水翔太 | テレビ東京系「流派-R」オープニングテーマ                                     |
| Family - 清水翔太 feat. KEN THE 390, SHUN & COMA-CHI       | テレビ東京系「流派-R」オープニングテーマ                                     |
| GOODBYE                                                    | TBS系｢COUNT DOWN TV｣オープニングテーマ                                       |
| YOU&I                                                      | ソニー｢ウォークマン｣CMソング                                                 |
| DREAM                                                      | テレビ東京系ドラマ｢なぞの転校生｣エンディングテーマ                           |
| 花束のかわりにメロディーを                                 | NHKドラマ｢デザイナーベイビー - 速水刑事、産休前の難事件 -｣エンディングテーマ |

## 賞歴
| 2008年 | 「HOME」                                 | レコ直新人杯                                       | 受賞       |
| 2008年 | 「HOME」                                 | MTV STUDENT VOICE AWARDS リリック賞                | 受賞       |
| 2008年 | 清水翔太                                 | LIFE MUSIC AWARD BEST VOICE OF LIFE                | ノミネート |
| 2008年 | 清水翔太                                 | LIFE MUSIC AWARD BEST NEW ARTIST OF LIFE           | ノミネート |
| 2009年 | 「HOME」                                 | SPACE SHOWER Music Video Awards 最優秀新人ビデオ賞 | 受賞       |
| 2009年 | 「Love Forever」 （加藤ミリヤ×清水翔太） | LIFE MUSIC AWARD BEST MELODY OF LIFE               | ノミネート |